# Paulo Nunes
Arílson de Paula Nunes, genannt Paulo Nunes, (* 30. Oktober 1971 in Pontalina) ist ein ehemaliger brasilianischer Fußballspieler.

## Karriere
Der Spieler startete seine Laufbahn beim CR Flamengo in Rio de Janeiro. Anfang der 1990er Jahre brachte Flamengo eine Reihe großer Talente aus den eigenen Jugendmannschaften hervor, u. a. Djalminha, Júnior Baiano, Marquinhos, Marcelinho Carioca, Nélio oder auch Sávio. Aufgrund der großen Konkurrenz im Verein, wechselte er daher, trotz sehr guter Leistungen und erster Titelgewinne nach Porto Alegre zum Grêmio FBPA. Hier traf er auf Mário Jardel, mit dem er ein sehr erfolgreiches Angriffsduo bildete. Neben weiteren nationalen und internationalen Titelgewinnen, konnte Paulo Nunes 1996 die Krone des Torschützenkönigs in der brasilianischen Meisterschaft erlangen. Seine Erfolge veranlassten Benfica Lissabon aus Portugal zur Verpflichtung des Spielers. Er konnte seine guten Leistungen hier nicht wiederholen und wechselte bereits nach einem wieder Jahr zurück nach Brasilien. Bei SE Palmeiras aus São Paulo konnte er nochmals an seine vorherigen Erfolge anknüpfen.
Paulo Nunes wurde mit drei verschiedenen Vereinen brasilianischer Pokalsieger, mit zweien brasilianischer Meister und auch zwei unterschiedlichen Copa-Libertadores-Sieger. Auf nationaler Ebene in Brasilien eine nicht so häufige Erfolgsgeschichte.
Zu der Junioren-Fußballweltmeisterschaft 1991 in Portugal wurde Paulo berufen und kam hier zu sechs Einsätzen. Danach fand er, trotz seiner zahlreichen nationalen Erfolge, in der Nationalmannschaft kaum Berücksichtigung. Der Spieler kam lediglich noch zu zwei Einsätzen. Am 3. Juni 1997 beim Turnier von Frankreich im Spiel gegen Frankreich. Des Weiteren beim Finalspiel am 29. Juni 1997 beim 3:1 gegen Bolivien in der Copa América. Ein Tor erzielte er bei beiden Spielen nicht.

## Trivia
2013 nahm Nunes an der sechsten Staffel der brasilianischen Reality-Show A Fazenda teil. Hier schied er in der siebten Runde aus.
2018 kommentierte er Spiele der Staatsmeisterschaft von Goiás im Fernsehsender Rede Anhanguera.
In einem Fernsehinterview mit TV Globo bestätigte Nunes, in seiner Karriere nie einen Elfmeter verwandelt zu haben. Er sei insgesamt vier Mal angetreten, habe jedoch nie getroffen. Kurioserweise gibt es Video auf Youtube vom Halbfinalrückspiels zwischen Palmeiras und dem FC São Paulo im Torneio Rio-São Paulo 1998. In diesem verwandelt Nunes einen Elfmeter. Dieser wird auch durch rsssfbrasil.com bestätigt.

## Erfolge
Nationalmannschaft
- Copa América: 1997

Flamengo
- Copa do Brasil: 1990
- Staatsmeisterschaft von Rio de Janeiro: 1991
- Campeonato Brasileiro de Futebol: 1992

Grêmio
- Staatsmeisterschaft von Rio Grande do Sul: 1995, 1996
- Copa Libertadores: 1995
- Recopa Sudamericana: 1996
- Campeonato Brasileiro de Futebol: 1996
- Copa do Brasil: 1997
- Trofeo Colombino: 1997

Palmeiras
- Copa do Brasil: 1998
- Copa Mercosur: 1998
- Copa Libertadores: 1999

Corinthians
- Campeonaro Paulista: 2001

## Auszeichnungen
- Brasilianischer Torschützenkönig: 1996
- Bola de Prata: 1996
- Copa do Brasil Torschützenkönig: 1997